# Roy Andersson (Regisseur)

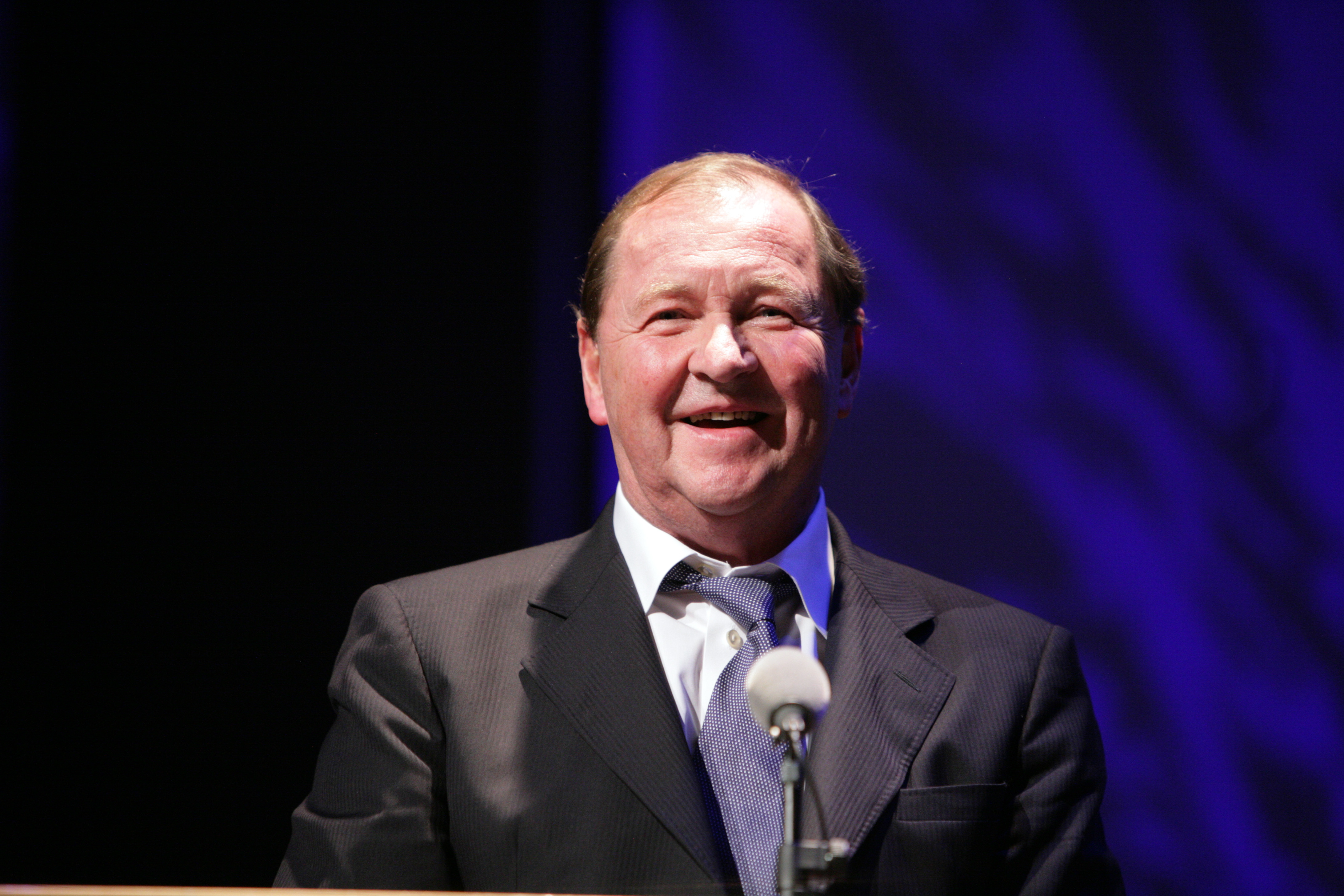
Roy Andersson (2008)

Roy Andersson (* 31. März 1943 in Göteborg) ist ein schwedischer Filmregisseur und Drehbuchautor.

## Leben
Roy Andersson studierte zunächst Literaturgeschichte und Philosophie, ehe er ab 1967 die Hochschule des Schwedischen Filminstituts besuchte. 1968 wirkte er als Koregisseur an Bo Widerbergs Arbeiterfilm Adalen 31 (1969) mit. Der Durchbruch als Regisseur stellte sich für Andersson mit seinem ersten eigenen Spielfilm Eine schwedische Liebesgeschichte (1970) ein, für den er auch das Drehbuch verfasste. Die Geschichte um zwei Teenager, die ihre erste Liebe erleben, feierte Premiere auf den vorzeitig beendeten Filmfestspielen von Berlin und gewann später mehrere Preise wie den Guldbagge als bester schwedischer Film. An diesen Kritiker- und Publikumserfolg konnte Andersson mit seiner folgenden tiefschwarzen Gesellschaftssatire Giliap (1975) mit Thommy Berggren in der Titelrolle nicht anknüpfen. Nach dem finanziellen Misserfolg dieser absurden Slapstick-Komödie über ausgebeutete Angestellte eines heruntergekommenen Hotels zog er sich vom Spielfilm zurück und führte in den nächsten Jahrzehnten nur noch bei einigen Kurzfilmen Regie (Någonting har hänt, 1987; World of Glory, 1991), um sich stattdessen in der Werbebranche zu etablieren, wo er in zweieinhalb Jahrzehnten mehr als 300 Werbespots realisierte und achtmal mit dem Goldenen Löwen von Cannes ausgezeichnet wurde. Zu einem Skandal geriet dabei 1993 der ursprünglich sechs Jahre zuvor von der schwedischen Gesundheitsbehörde in Auftrag gegebene AIDS-Aufklärungsfilm Någonting har hänt (Something Has Happened), der den HI-Virus auf geheime Laborversuche in den USA zurückführte.
Erfolg im Kino stellte sich für Andersson erst wieder mit seinem dritten Spielfilm Songs from the Second Floor (2000) ein, wobei dieser den persönlichen Stil Anderssons gefestigt hat. Der Film ist unter anderem geprägt von langen Einstellungen, absurder Komik, Grotesken, dem Karikieren der schwedischen Kultur und antikapitalistischer Thematik. Der Film bildete den Auftakt zu Anderssons Trilogie über das menschliche Wesen (schwedisch: „Du levande-trilogin“), die mit Das jüngste Gewitter (2007) fortgesetzt und mit Eine Taube sitzt auf einem Zweig und denkt über das Leben nach (2014) beendet wurde. Die beiden ersten Teile wurden in Schweden erneut mit dem Guldbagge als bester Film des Jahres sowie mit dem Regie- und Drehbuchpreis ausgezeichnet. Für den letzten Teil Eine Taube sitzt auf einem Zweig und denkt über das Leben nach gewann Andersson bei den Filmfestspielen von Venedig den Goldenen Löwen, sein bis dahin größter internationaler Erfolg. Der Film wurde darüber hinaus für sieben Guldbagges nominiert und mit dem Europäischen Filmpreis für die beste Filmkomödie ausgezeichnet.
2019 stellte Andersson mit Über die Unendlichkeit seinen sechsten Spielfilm fertig, der abermals in den Wettbewerb des Filmfestivals von Venedig eingeladen und mit dem Silbernen Löwen für die beste Regie ausgezeichnet wurde.

## Filmografie (Auswahl)
- 1970: Eine schwedische Liebesgeschichte (En kärlekshistoria); Drehbuch, Regie
- 1975: Giliap; Drehbuch, Regie, Schnitt
- 1987: Something Has Happened (Någonting har hänt, Kurzfilm, erst 1993 veröffentlicht); Drehbuch, Regie, Schnitt
- 1991: World of Glory (Härlig är jorden, Kurzfilm); Drehbuch, Regie
- 2000: Songs from the Second Floor (Sånger från andra våningen); Drehbuch, Regie, Schnitt, Produzent
- 2007: Das jüngste Gewitter (Du levande); Drehbuch, Regie
- 2014: Eine Taube sitzt auf einem Zweig und denkt über das Leben nach (En duva satt på en gren och funderade på tillvaron); Drehbuch, Regie
- 2019: Über die Unendlichkeit (Om det oändliga); Drehbuch, Regie

## Auszeichnungen
- Lobende Erwähnung bei der Vergabe des Interfilm-Preises, UNICRIT-Preis, IWG-Goldplakette und Spezialpreis der Filmjournalisten bei den Internationalen Filmfestspielen Berlin für Eine schwedische Liebesgeschichte (1970)
- Preis der Jury bei den Filmfestspielen von Cannes für den Film Songs from the Second Floor (2000)
- Schwedischer Literaturpreis Stig-Dagerman-Preis (2000)
- Bodil für Songs from the Second Floor als bester nicht-amerikanischer Film (2002)
- Regiepreis des Filmfestivals Fantasporto für Das jüngste Gewitter (2008)
- Filmpreis des Nordischen Rates für Das jüngste Gewitter (2008)
- Guldbagge jeweils in den Kategorien Regie und Drehbuch für Songs from the Second Floor (2001) und Das jüngste Gewitter (2008)
- Schwedischer Leninpreis für seine „Eigensinnigkeit“ (2010)[4]
- Goldener Löwe der Internationalen Filmfestspiele von Venedig für Eine Taube sitzt auf einem Zweig und denkt über das Leben nach (2014)
- Europäischer Filmpreis – Beste Komödie für Eine Taube sitzt auf einem Zweig und denkt über das Leben nach (2015)